# Trayal Korporacija
Trayal Korporacija – serbski producent opon i innych produktów związanych z gumą z siedzibą w Kruševacu.

## Historia
Z dekretu króla Serbii Milana I z dynastii Obrenowiciów 29 czerwca 1889 roku powstaje fabryka prochów i materiałów wybuchowych Oblicevo
W 1948 roku fabryka Obilicevo zostaje upaństwowiona oraz przemianowana na Miloje Zakic.
Produkcja oparta na przetwarzaniu kauczuku rozpoczęła się w 1963 r. dzięki wytwarzaniu wyrobów technicznych z gumy i opon do rowerów, motorowerów i skuterów.
W oparciu o umowę Joint Venture i transfer technologii od francuskich partnerów Kleber, Cifal, Stilex w 1974 roku, uruchomiono nową fabrykę TRAYAL, z roczną produkcją około dwóch milionów radialnych opon samochodowych.
W 1976 zostaje wyprodukowana pierwsza opona radialna do samochodu osobowego marki Trayal.
28 stycznia 1995 roku fabryka Gumarska industrija Miloje Zakic zmienia nazwę na Trayal Corporation.
W listopadzie 2006 roku Serbska agencja prywatyzacyjna sprezdała 72.08% akcji w Trayal Korporacija bułgarskiej firmie Brikel EAD.
27 grudnia 2006 – Trayal Korporacija przekształca się w spółkę akcyjną.
8 maja 2007 – Trayal Korporacija debiutuje na giełdzie w Belgradzie.
8 grudnia 2011 roku zostaje podpisana umowa nabycia fabryki opon Trayal Korporacija przez amerykański koncern Cooper Tire & Rubber Company